# Anisodes ignorata
Anisodes ignorata là một loài bướm đêm trong họ Geometridae.